# Xã Halifax, Quận Dauphin, Pennsylvania
Xã Halifax (tiếng Anh: Halifax Township) là một xã thuộc quận Dauphin, tiểu bang Pennsylvania, Hoa Kỳ. Năm 2010, dân số của xã này là 3.483 người.